# 데틀레프 슈렘프
데틀레프 슈렘프(독일어: Detlef Schrempf, 1963년 1월 21일~)는 독일의 은퇴한 농구 선수이다. 바이어 04 레버쿠젠 청소년 농구팀에서 뛰다가 미국으로 건너가 1981년부터 1985년까지 워싱턴 대학교 농구부에서 활약했다. 1985년 NBA 드래프트에서 전체 8순위로 댈러스 매버릭스의 지명을 받고 프로 선수 활동을 시작했다. 그는 NBA에서 활약하는 동안 1995년에 올NBA 서드팀 NBA 올스타 3회 선정과 NBA 올해의 식스맨으로 2번 선정되었다. 댈러스 매버릭스 이후에 인디애나 페이서스, 시애틀 슈퍼소닉스, 포틀랜드 트레일블레이저스에서 활약했으며, NBA에서 총 16시즌 동안 뛰었다. 시애틀 슈퍼소닉스 소속 시절인 1996년에는 NBA 파이널 진출에 성공했다.
국제 대회에 독일 농구 국가대표팀의 일원으로 참가했으며, 올림픽 2회(1984년과 1992년), 유럽 선수권 대회 2회 출전했다. 2019년에는 FIBA 농구 명예의 전당에 헌액되었다.